# Боргаро Торинезе
Боргаро Торинезе (итал. Borgaro Torinese) је насеље у Италији у округу Торино, региону Пијемонт.
Према процени из 2011. у насељу је живело 11291 становника. Насеље се налази на надморској висини од 257 м.

## Становништво
| 1931. | 1936. | 1951. | 1961. | 1971. | 1981. | 1991.  | 2001.  | 2011.  |
| ----- | ----- | ----- | ----- | ----- | ----- | ------ | ------ | ------ |
| 1.504 | 1.629 | 1.869 | 2.307 | 4.553 | 8.548 | 10.544 | 12.757 | 13.620 |